# 步智信
步智信（1941年4月—），男，汉族，河南鄢陵人，中华人民共和国政治人物，曾任中共贵州省委常委、秘书长，贵州省人大常委会副主任、法制委员会主任委员，中共十四大代表。